# 田登 (弘治乙丑進士)
田登（1478年—？），字有年，陝西西安府長安縣人，民籍，明朝政治人物。

## 生平
陝西鄉試第七名舉人。弘治十八年（1505年）中式乙丑科會試第十三名，三甲第一百八十五名進士。授監察御史，正德四年（1509年）四月考察降调。歷升刑部主事、刑部署员外郎，适武宗幸南海子，五日不反，田登率同僚跪门大呼曰：請驾回！请驾回！陛下纵自乐，轻宗庙太后何？上亦不之罪也。十二年十二月升湖广按察司佥事，嘉靖元年（1522年）三月升山东副使，住札易州，整饬提督紫荆龙泉倒马关等处兵备。八年七月以荐起升河南布政使司右参政。
后官至参政。

## 家族
曾祖田文通；祖父田榮；父田禧，□。前母衛氏；母党氏。永感下。兄田园。